# ブランビラ (小惑星)
ブランビラ (640 Brambilla) は小惑星帯に位置する小惑星である。ハイデルベルクでアウグスト・コプフによって発見された。
E.T.A.ホフマンの小説『Prinzessi Brambilla』にちなんで命名された。